# Propafenona
A propafenona é um fármaco do grupo dos antiarritmicos da classe I (1C), que é usado no tratamento das arritmias cardiacas. É seguro e eficaz na redução da recorrência de fibrilação atrial.

## Usos clínicos
- Arritmia supraventricular;

## Mecanismo de acção
Bloqueia com dissociação lenta os canais de sódio nos miócitos condutores. É um bloqueador beta-adrenérgico fraco.

## Administração
Oral com metabolização no figado.

## Efeitos clinicamente úteis
Diminui a frequência cardiaca e suprime batimentos extra.

## Efeitos adversos
- Obstipação
- Gosto metálico.
- Arritmias
- Lupus eritmatoso reactivo
- Confusão e outros sintomas mentais.

## Estereoquímica
Propafenona contém um estereocentro e consiste em dois enantiómeros. Este é um racematO, ou seja, uma mistura 1:1 de ( R )- e ( S )-:
| Enantiômeros de propafenona | Enantiômeros de propafenona |
| --------------------------- | --------------------------- |
| CAS-Nummer: 107381-31-7     | CAS-Nummer: 107381-32-8     |